# ジェイムズ・ハミルトン (第2代アラン伯爵)

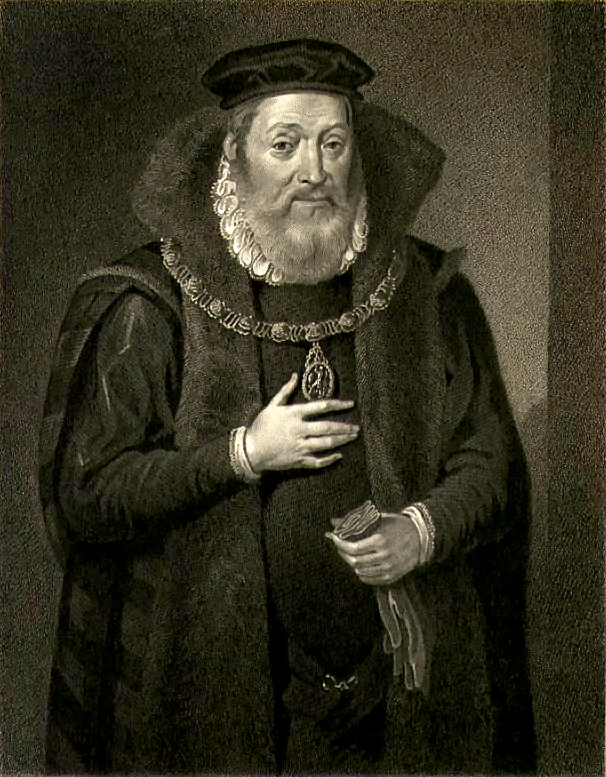
第2代アラン伯爵ジェイムズ・ハミルトン

第2代アラン伯爵ジェイムズ・ハミルトン（英語: James Hamilton, 2nd Earl of Arran、1516年? - 1575年1月22日）は、スコットランドの貴族、政治家。

## 経歴
初代アラン伯爵ジェイムズ・ハミルトンの長男として生まれる。父方の祖母メアリーがスコットランド王ジェームズ2世の娘であることから、ジェームズ2世の曾孫にあたる。1536年に第2代オールバニ公ジョン・ステュワート（ジェームズ2世の孫）が死去すると、国王の子孫に次ぐスコットランドの王位継承権者（当時ジェームズ5世は未婚で子がなく、実質的には王位継承順位1位）となった。
1529年3月26日に第2代アラン伯爵位を継承した。
1542年12月、生後1週間にしてスコットランド女王に即位したメアリーの摂政に就任した。1548年2月8日にはフランス貴族の爵位シャテルロー公爵に叙された。王母メアリー・オブ・ギーズの王権介入を阻止しようと図ったが、1554年に摂政を解任された。
1548年以来フランスに避難していたメアリー女王は、夫のフランス王アンリ2世に先立たれた後の1561年にスコットランドに帰国した。帰国後、女王はダーンリー卿ヘンリー・ステュアートとの結婚を希望したが、アラン伯はそれに強く反対し、その結果1566年までフランスに追放された。1569年の帰国後には1567年に廃位されていたメアリー女王支持派として行動した。1575年1月22日に死去。

## 家族
1532年以前に第3代モートン伯爵ジェイムズ・ダグラスの娘マーガレットと結婚した。彼女との間に以下の3男5女を儲ける。
- 長女アン・ハミルトン（英語版） ： 第5代ハントリー伯爵ジョージ・ゴードン（英語版）と結婚
- 次女ジェーン・ハミルトン ： 第3代エグリントン伯爵（英語版）ジェイムズ・ハミルトンと結婚
- 三女バーバラ・ハミルトン ： はじめゴードン卿アレクサンダー・ゴードン、ついで第4代フレミング卿ジェイムズ・フレミング（英語版）と結婚
- 長男ジェイムズ・ハミルトン（英語版）(?-1609) ： 第3代アラン伯爵
- 次男ガウェイン・ハミルトン(1534-1547) ： 早世
- 三男ジョン・ハミルトン（英語版）(1535頃-1604) ： 初代ハミルトン侯爵。ハミルトン公爵家の祖
- 四男デイヴィッド・ハミルトン(1542-1546)
- 五男クロード・ハミルトン（英語版）(1546-1621) ： 初代ペイズリー卿。アバコーン公爵家の祖